# Industria Automobilistica Ellenica
Industria Automobilistica Ellenica (ELVO) è un produttore di veicoli greco con sede a Salonicco.

## Storia
Ha iniziato l'attività come Steyr Hellas SA assemblando e producendo camion, motociclette e trattori agricoli (modelli Steyr e Puch). Ordini significativi per camion e autobus da parte dell'esercito greco e delle autorità statali hanno presto dato slancio all'azienda. La divisione trattori è diminuita negli anni '80, poiché l'azienda si è concentrata sui veicoli militari; nel 1986 ha cambiato nome in Hellenic Vehicle Industry S.A..
I primi progetti originali dell'azienda greca furono un camion da 3 tonnellate nel 1980 (non prodotto industrialmente) e un autobus militare (telaio e carrozzeria) nel 1981. Nello stesso anno iniziò la costruzione del "proprio" veicolo blindato per il personale Leonidas (in infatti il modello 4K 7FA di Steyr costruito con piccole modifiche, sempre con contenuto locale in progressivo aumento). Nel 1987 l'industria automobilistica ellenica ha introdotto Leonidas-2, questa volta con modifiche significative. Ne furono costruite centinaia, mentre furono proposte diverse versioni.
Negli anni seguenti, l'industria automobilistica ellenica divenne un importante produttore di camion militari e civili per una varietà di usi (tutti basati su modelli Steyr), motori (tipi Steyr, molti per l'esportazione nella stessa azienda austriaca), Jeep militari (Mercedes -Benz Classe G su licenza), veicoli e macchinari personalizzati e autobus, con esportazioni significative. La produzione di autobus di solito prevedeva la costruzione di carrozzerie su telai importati; solo pochi modelli includevano effettivamente la progettazione e la costruzione completa del telaio ELVO, tra cui i modelli Midas ed Europe del 1993 e un certo numero di tipi di autobus militari. Gli autobus Scania L113 con carrozzeria ELVO esportati a Trans-Island Bus Services, Singapore nel 1996, sono stati accolti dalla stampa di quel paese come i primi autobus a pianale ribassato nella regione più ampia.
Non sono stati realizzati numerosi piani ambiziosi per lo sviluppo dell'azienda e nuovi prodotti, poiché il carattere statale dell'azienda lo collegava agli effetti dei cambiamenti del governo e della cattiva gestione. Sebbene si sia ritirata da un accordo del 1988 con Steyr per lo sviluppo di un veicolo da combattimento di fanteria corazzato, l'industria dei veicoli ellenici ha piuttosto sorpreso molti nel 1998, introducendo un veicolo da combattimento di fanteria corazzato particolarmente avanzato di propria progettazione e sviluppo, chiamato Kentaurus. Tuttavia, il veicolo fino a questa data non è stato ordinato dall'esercito greco a causa di budget ridotti. Un altro passo verso sviluppi originali è stata la sua iniziativa per la creazione di un'auto sportiva leggera, che è stata assegnata a TWT (società di ingegneria creata in Germania dall'ingegnere greco Dimitris Vartziotis, con stabilimenti in Germania e Grecia). Il prototipo della ELVO Aletis (che significa "vagabondo" in greco), un'attraente vettura disegnata da Pininfarina con motore Volkswagen, è stata presentata all'Internationale Automobil-Ausstellung di Francoforte nel 2001, ma non è mai stata prodotta.
Nel 2000, l'Industria Automobilistica Ellenica è stata parzialmente privatizzata, quando il gruppo metalmeccanico e metalmeccanico greco Mytilineos ha acquisito il 43% e ha assunto la direzione dell'azienda. L'azienda ha dovuto affrontare gravi problemi finanziari a causa della riduzione degli ordini nel 2009, dopo che la produzione (in collaborazione con diverse società greche) di 140 MBT Leopard 2 Hel su licenza di Krauss-Maffei Wegmann (KMW) era stata completata. La gestione dell'azienda è tornata allo stato greco nel 2010.
Lo stato greco ha presentato una petizione per mettere in amministrazione controllata l'industria automobilistica ellenica nel gennaio 2014. Entro il 2015, la società era in procinto di essere sciolta. Tuttavia, nell'aprile 2015 lo scioglimento era stato congelato poiché il governo greco cercava di trovare un acquirente privato per l'azienda, adducendo la sua importanza strategica per la base industriale della difesa greca.
Nel 2019 il governo greco ha lanciato una gara internazionale per la vendita della quota di Hellenic Vehicle Industry. Nel 2020, la vendita dell'azienda a un consorzio di interesse israeliano che comprendeva Plasan Sasa Ltd, Naska Industries – SK Group e l'imprenditore ellenico Aristidis Glinis sembra essersi conclusa con successo. Secondo le fonti, è stato annunciato che il consorzio israeliano è stato considerato il miglior offerente nella gara pubblica per la vendita delle attività di ELVO e il consorzio israeliano si è impegnato a investire tra 95 e 135 milioni di euro in ELVO nei prossimi cinque anni.
L'acquisizione è stata completata il 14 febbraio 2021 con il consorzio israeliano che ha assunto il controllo della produzione dei veicoli ELVO, a cui erano interessate le forze armate elleniche. Stanno valutando la possibilità di produrre veicoli militari e veicoli regolari per la Grecia e successivamente per l'Europa, come ELVO Aletis, che era una concept car negli anni 2010.

## Galleria d'immagini

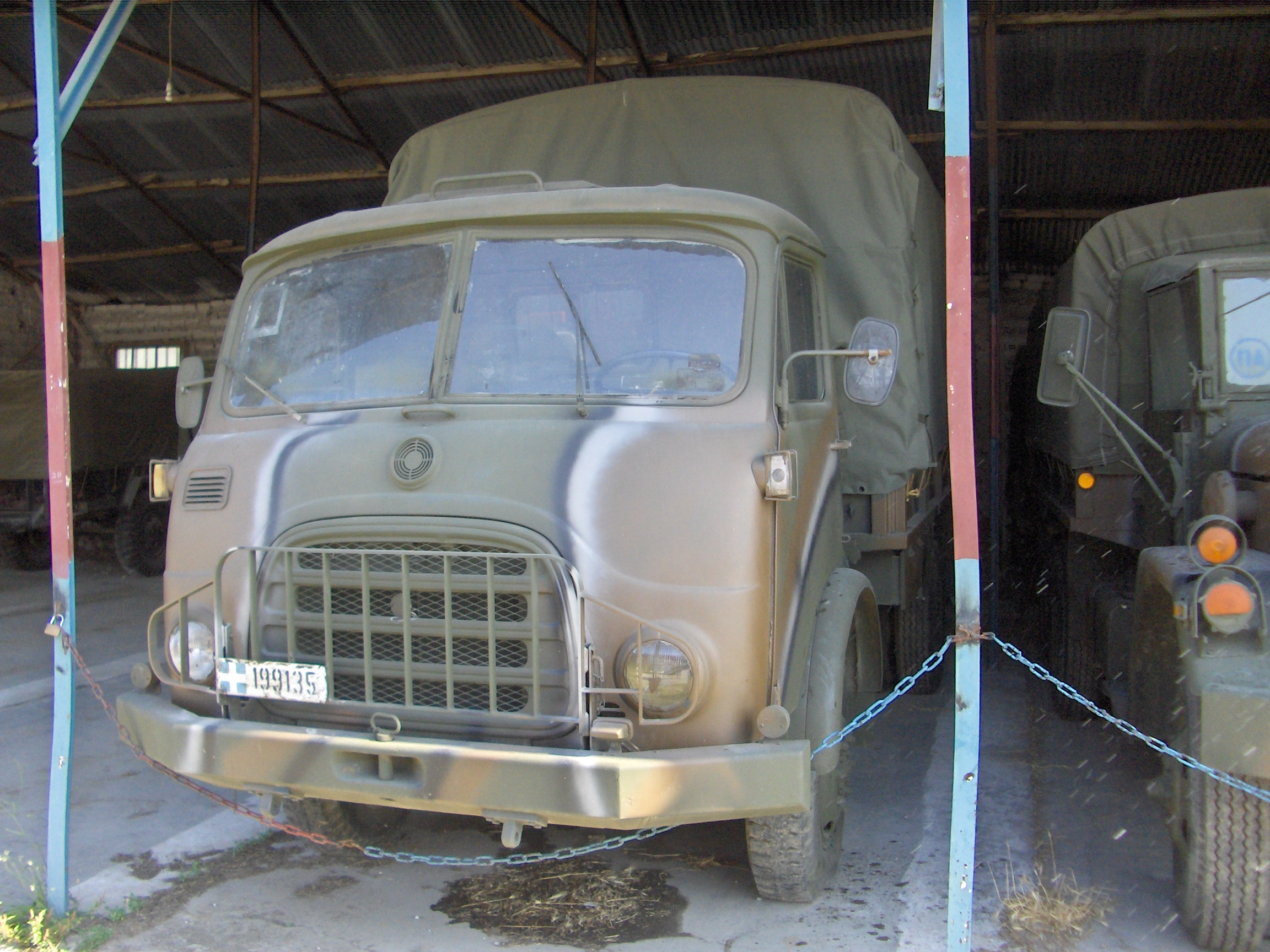
Veicolo dell'esercito
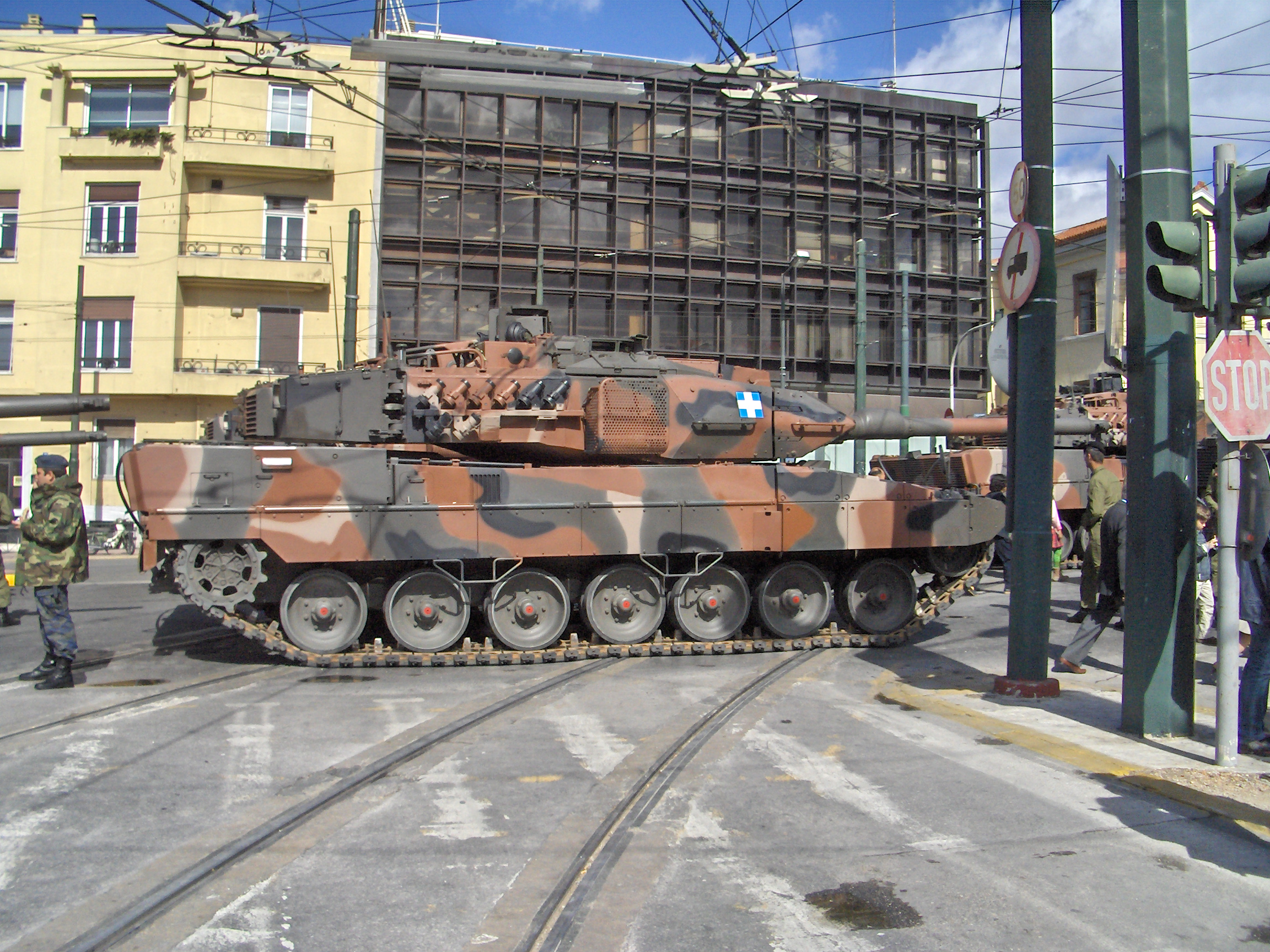
Leopard 2 A6 HEL (su licenza)
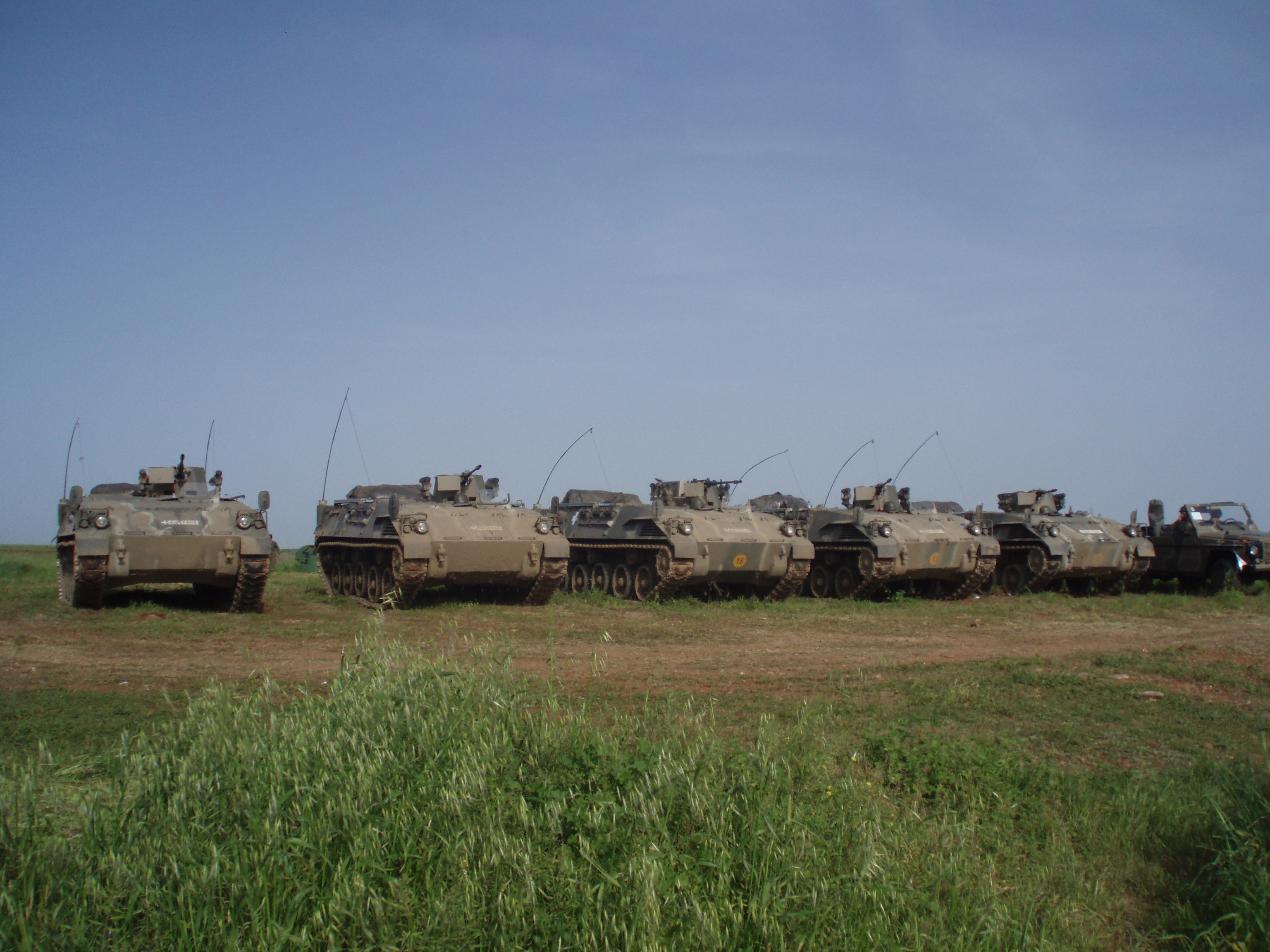
ELVO Leonida 2
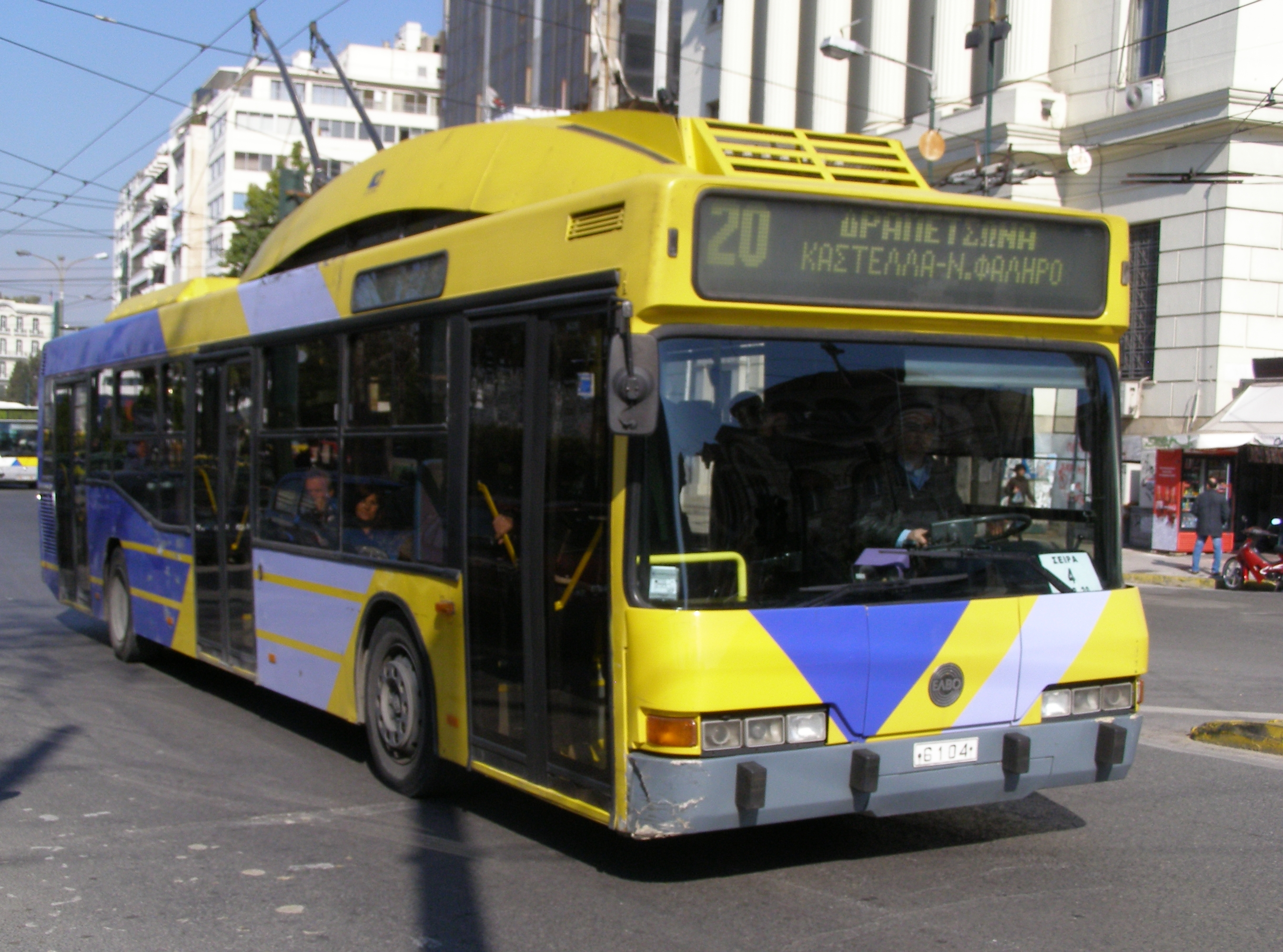
ELVO-Neoplan Filobus
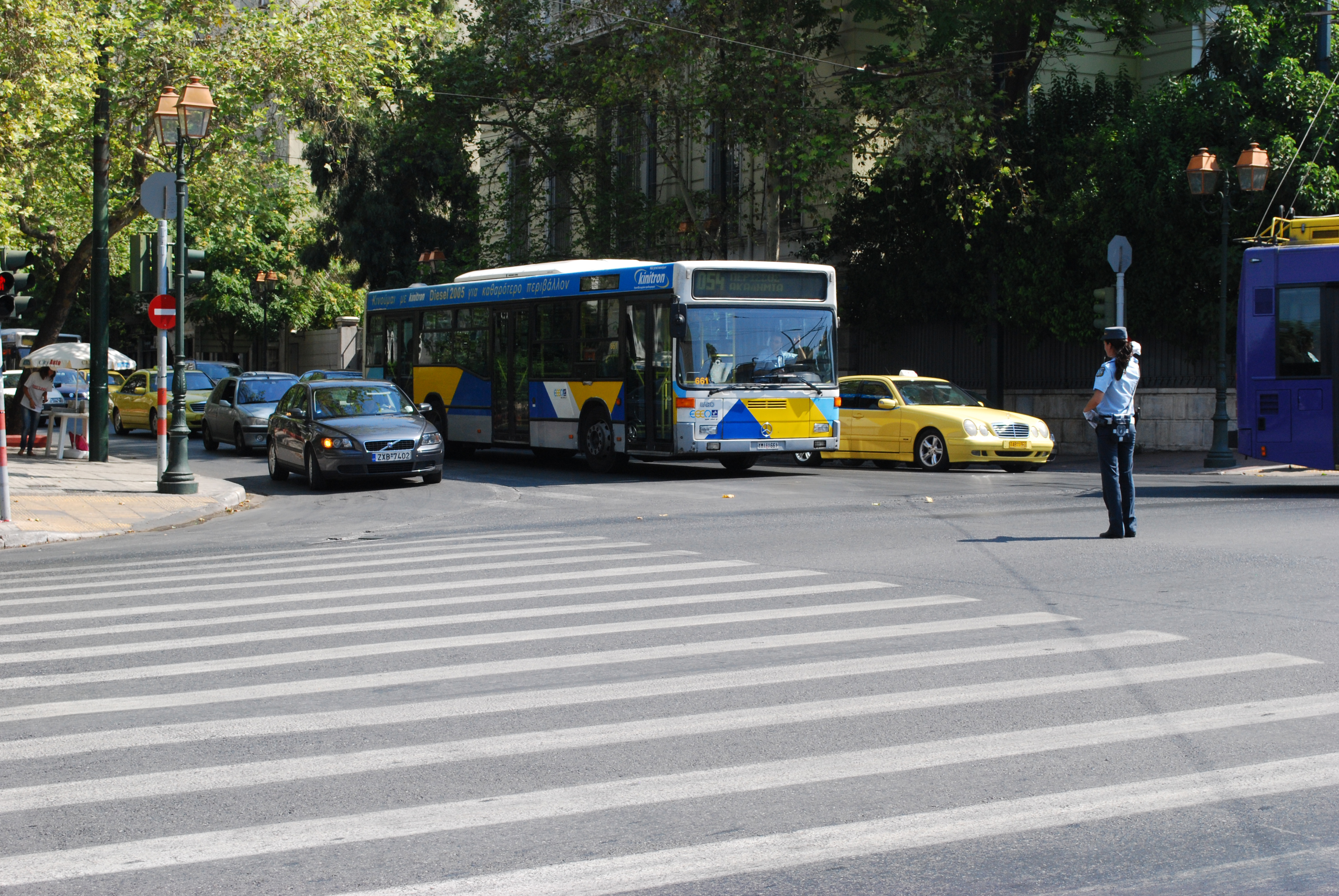
(Mercedes-Benz O405N)
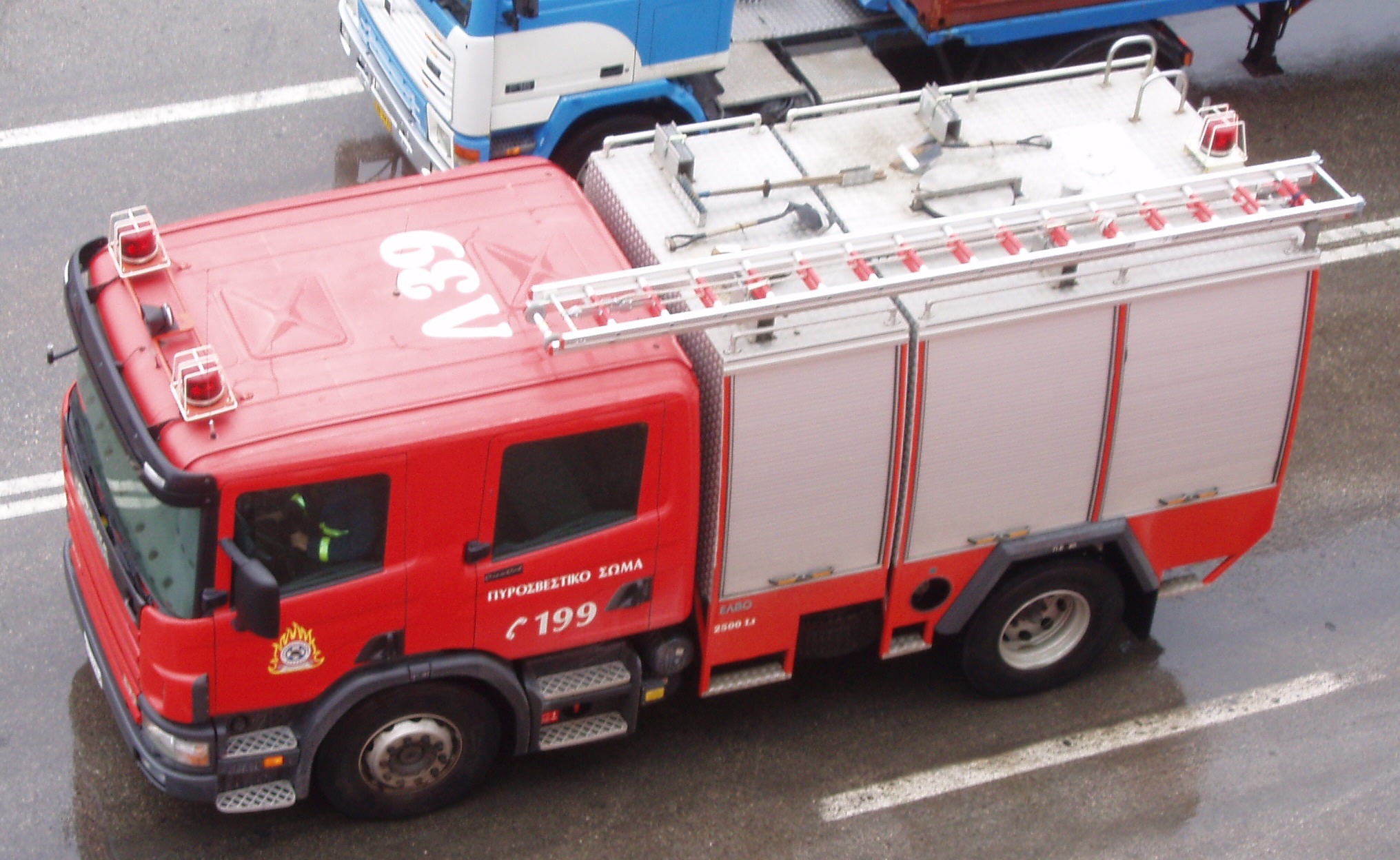
Camion dei Pompieri
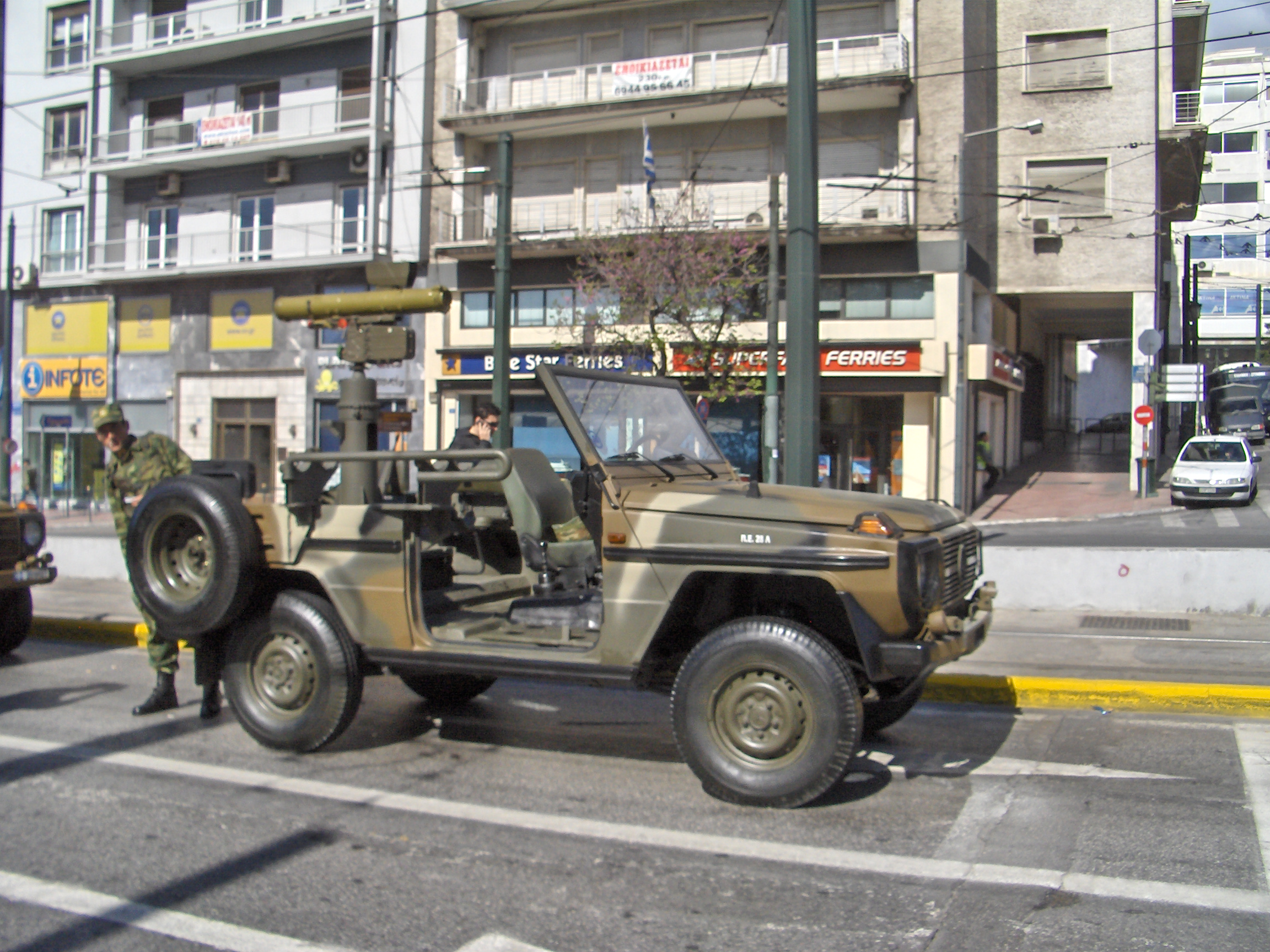
Mercedes-Benz Classe G W462 Auto blindata
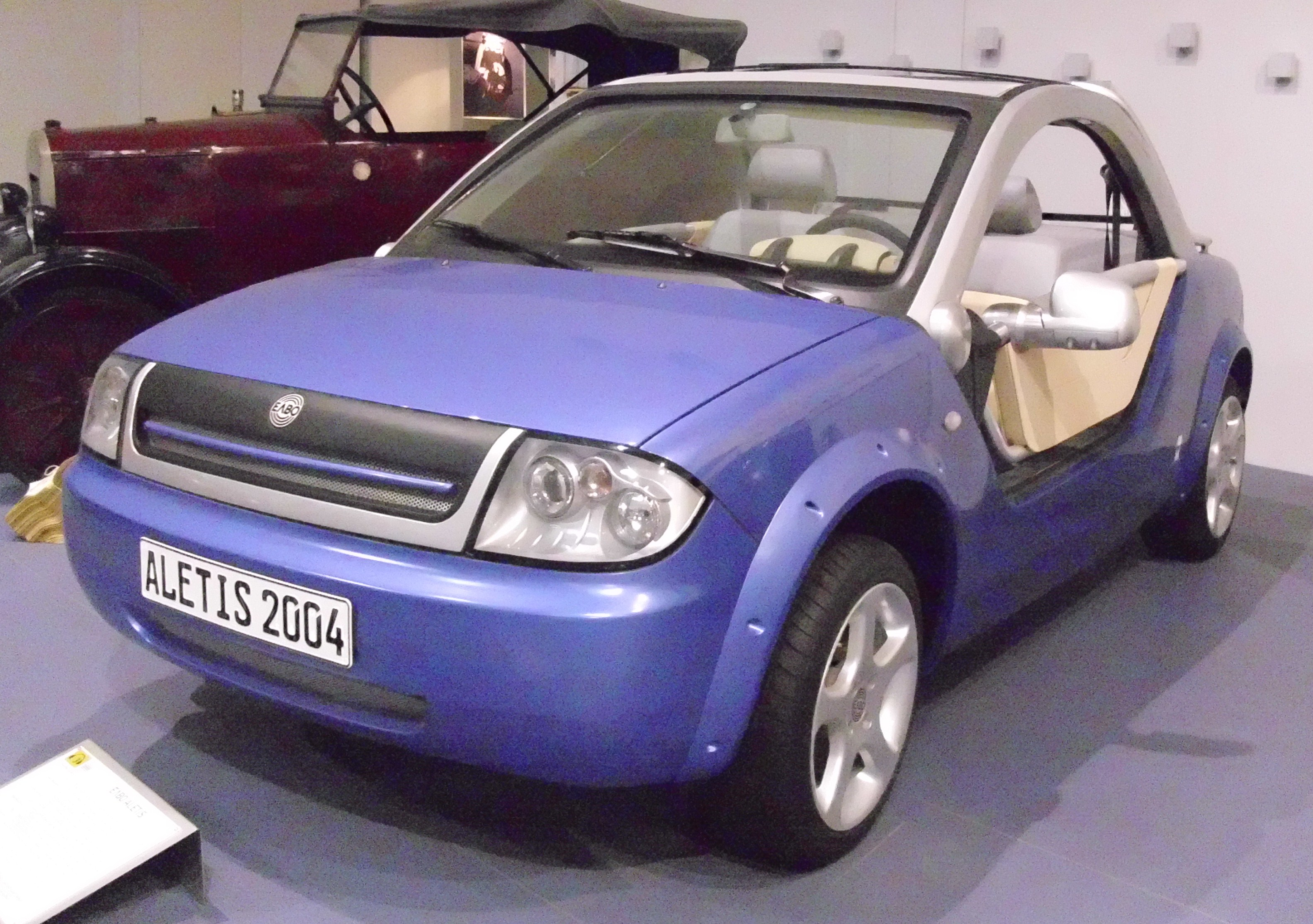
ELVO Aletis concetto veicolo
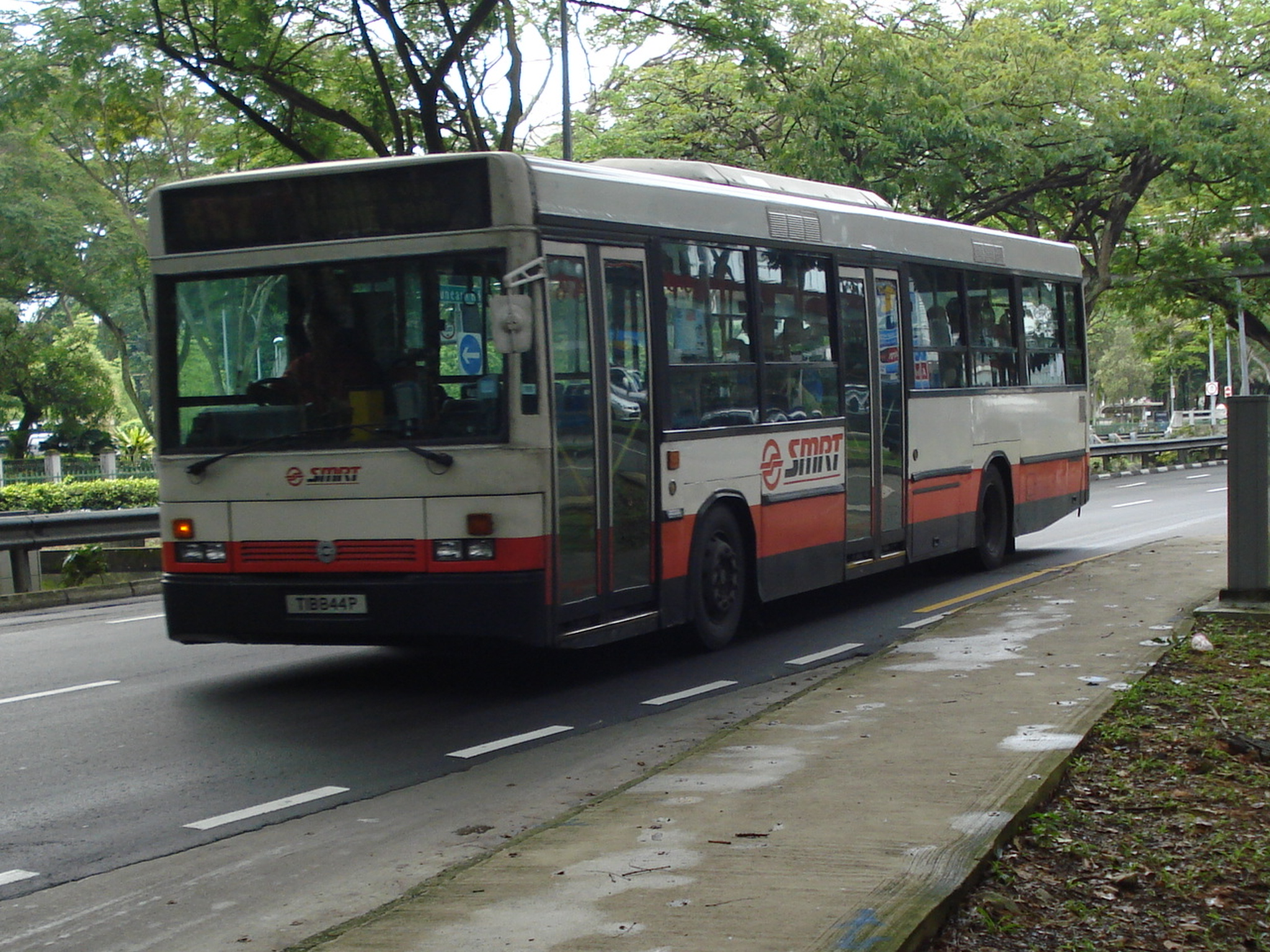
SMRT Bus ELVO-corposo Scania L L113CRL